# Krivá
Krivá (Hongaars: Kriva) is een Slowaakse gemeente in de regio Žilina, en maakt deel uit van het district Dolný Kubín.
Krivá telt 819 inwoners.